# Tonsilloliet

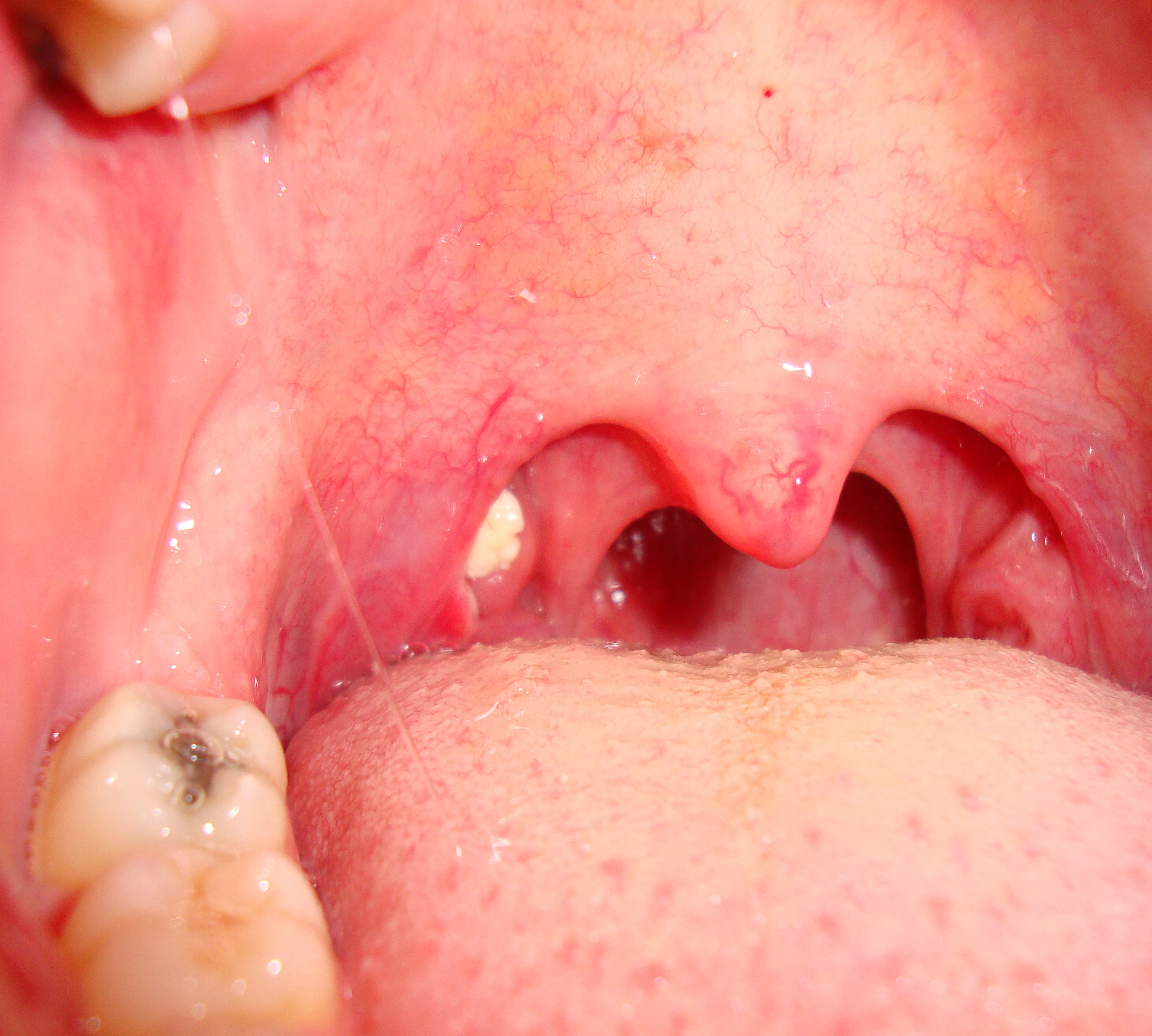
Tonsilloliet verborgen in een amandelcrypte

Een tonsilloliet, beter bekend als een amandelsteen, is een cluster kalkhoudende materie, dat zich kan vormen in de diepe inhammen die zich bevinden net achter de mondholte (de zogenaamde amandelcrypten) of in de keelamandelen zelf. 

## Kenmerken
Amandelstenen kunnen de grootte van een maiskorrel aannemen en zijn vaak wit of crèmekleurig. Ze bestaan voornamelijk uit collageen, maar hebben hun sterke en onaangename geur te wijten aan onder andere waterstofsulfide en methaanthiol. Ze ontstaat in de amandelgroeven.

## Symptomen
Amandelgesteente ontwikkelt zich vaker bij volwassenen dan bij kinderen. Kleine tonsillolieten veroorzaken meestal geen opmerkelijke symptomen; ook grotere tonsilollieten worden vaak alleen maar per toeval ontdekt tijdens het maken van  röntgenfoto's.
De meest voorkomende symptomen zijn onder meer een metaalsmaak in de mond, irritatie, verdichting of verspanning van de keel en hoestaanvallen. Soms is het gevoel dat er iets in de keel vastzit aanwezig. Grotere tonsillolieten kunnen ook hardnekkige halitose (slechte adem) veroorzaken, wat vaak gepaard gaat met infectie, keelpijn, witte afscheiding, een vieze smaak achter in de keel, moeilijkheden bij het slikken, oorpijn en het opzwellen van de keelamandelen.

## Behandeling
Drie keer per dag spoelen met water waar wat zout in opgelost is of mondwater kan helpen. In ernstige gevallen kan men de amandelen en de amandelgroeven laten verwijderen (tonsillectomie).